# میلتن، کوئینزلند
میلتُن (به انگلیسی: Milton) یک حومه شهر در استرالیا است که در کوئینزلند واقع شده‌است.